# Miocardiopatía restrictiva
En cardiología, la miocardiopatía restrictiva es la menos común de las miocardiopatías, caracterizada por rigidez en el miocardio y una limitación en la capacidad del corazón de estirarse y llenarse adecuadamente de sangre. La contractilidad y la ritmicidad del corazón pueden ser normales así como su tamaño, pero las rígidas paredes de las cámaras cardíacas, es decir, de las aurículas y ventrículos cardíacos no permiten que el corazón se llene adecuadamente de sangre. Por ese motivo el gasto cardíaco se ve reducido y la sangre que normalmente entraría al corazón se acumula en el sistema circulatorio. Con el tiempo, los pacientes con miocardiopatía restrictiva desarrollan una disfunción diastólica y, finalmente, insuficiencia cardíaca.

## Etiología
Las causas más frecuentes de una miocardiopatía restrictiva incluyen la hemocromatosis, amiloidosis, sarcoidosis, fibroelastosis endocardíaca, una fibrosis miocárdica idiopática y la endocarditis de Löeffler. Puede resultar difícil distinguir entre una cardiomiopatía restrictiva y una pericarditis constrictiva.

## Cuadro clínico
La cardiomiopatía restrictiva causa dificultad respiratoria, edema o hinchazón en los tejidos, trastornos del ritmo cardíaco y palpitaciones. El diagnóstico se fundamenta en la exploración física, un electrocardiograma y por conclusiones de un ecocardiograma.